# Hôtel Bauyn de Péreuse
El hôtel Bauyn de Péreuse es una mansión privada de finales del XVII ubicada en la Place des Victoires en París, Francia. 
Fue clasificado como monumento histórico en 1948.

## Ubicación
Está situado en el I Distrito de París, en 5 place des Victoires, en el lado sureste de la plaza, al este del Hôtel de Soyecourt.